# Меллон Руанский
Меллон (умер в 314) — «апостол» и первый епископ руанский. Католический святой, память 22 октября.

## Биография
Уроженец Кардиффа, что в Уэльсе, именуемый также Маллон (Mallonous), Меллун (Mellouns) и Меланий (Melanius), св. Меллон обратился ко Христу в Риме и был отправлен в Галлию папой Римским Стефаном.
Считается, что святой Меллон пришёл в Руан с проповедью Евангелия около 260 года. По преданию, один молодой человек по имени Прекордий (Praecordius) поднялся на крышу своего дома, чтобы лучше слышать апостола, но пал к ногам его и умер. Святой Меллон воскресил его, после чего ко Христу обратились многие местные жители. В знак признательности за это чудо отец молодого человека предложил свой дом для богослужения.
Преемником Меллона на епископской кафедре Руана стал святой Авициан.